# Waterlooville
Waterlooville is een plaats in het bestuurlijke gebied Havant, in het Engelse graafschap Hampshire. De plaats telt 10.000 inwoners.

## Geboren in Waterlooville
- Michael Giles (1942), drummer (King Crimson, Giles, Giles & Fripp)
- Geoffrey Van Orden (1945), europarlementariër en voormalig militair